# Løvenfeldt
Løvenfeldt er en dansk adelsslægt tilhørende sværd- og lavadelen.
Christian Friederichsen (1803-1866) var søn af prins Frederik af Hessen og dennes elskerinde Johanne Jansen. Friederichsen blev ved patent af 23. oktober 1819 med anciennitet fra 11. juli 1815 optaget i den danske adelsstand med navnet Løvenfeldt. Han blev major og kammerherre.
Christian Løvenfeldt blev gift 20. september 1836 i Rendsborg med Camilla Adelaide Glahn (28. april 1816 i København – 3. februar 1902 sammesteds), datter af generalmajor Marcus Glahn og Karen Johanne Laurentze født Schiøth. Børn:
- Frederikke Løvenfeldt (1838-?), i Vemmetofte
- Friedrich Løvenfeldt (1841-1913), oberst og kammerherre, ugift, fik i 1883 en søn, Waldemar Løvenfeldt (1883 - 1936), typograf i København.
- Christian Gustav Løvenfeldt (1846-?), forstkandidat
- Corinna Løvenfeldt (11. juni 1853 på Frederiksberg – 19. februar 1944 i København), gift med professor Carl Reisz

I Politiets Registerblade for København er der fra 1904 til 1915 registreret en typograf Waldemar Løvenfeldt (født 1. maj 1883), som var søn af Friedrich Løvenfeldt.
Hos Danmarks Statistik er (i 2013) registreret fem nulevende personer med efternavnet Løvenfeldt, som dermed er et beskyttet navn.